# زبان رومانی
زبان رومانی، رومایی، جیپسی، چیپ، زرگری (در ایران) یا چنگنی زبانی است که مردم روما به آن سخن می‌گویند و در زمره زبان‌های هندوآریایی است. دومری خواهر رومانی دانسته‌می‌شود. این دو زبان ریشهٔ مشترکی داشته‌اند و پس از خروج گویشورانشان از شبه‌قارهٔ هند دچار جدایی شده‌اند.